# Патара-Атени
Патара-Атени (груз. პატარა ატენი) — село в Грузии, в Горийском муниципалитете края Шида-Картли, центр общины (сёла: Патара-Атени, Бнависи, Гардатени, Гвареби, Гведерети, Дегеула, Джебири, Диди-Атени, Дре, Земо-Ксовриси, Иквневи, Олози, Хандиси, Цедиси, Чечелаантубани).

## Расположение
Расположено на Картлийской равнине, на левом берегу реки Тана, на высоте 710 метров над уровнем моря. Отдалено на 6 километров от города Гори.

## Население
По результатам официальной переписи населения 2014 года в Патара-Атени проживало 861 человек (430 мужчин и 431 женщин).
| Год  | Численность, человек |
| ---- | -------------------- |
| 2002 | 743                  |
| 2014 | ▼ 861                |

## Инфраструктура
В селе функционирует публичная школа с 12 классным обучением.